# ملوز

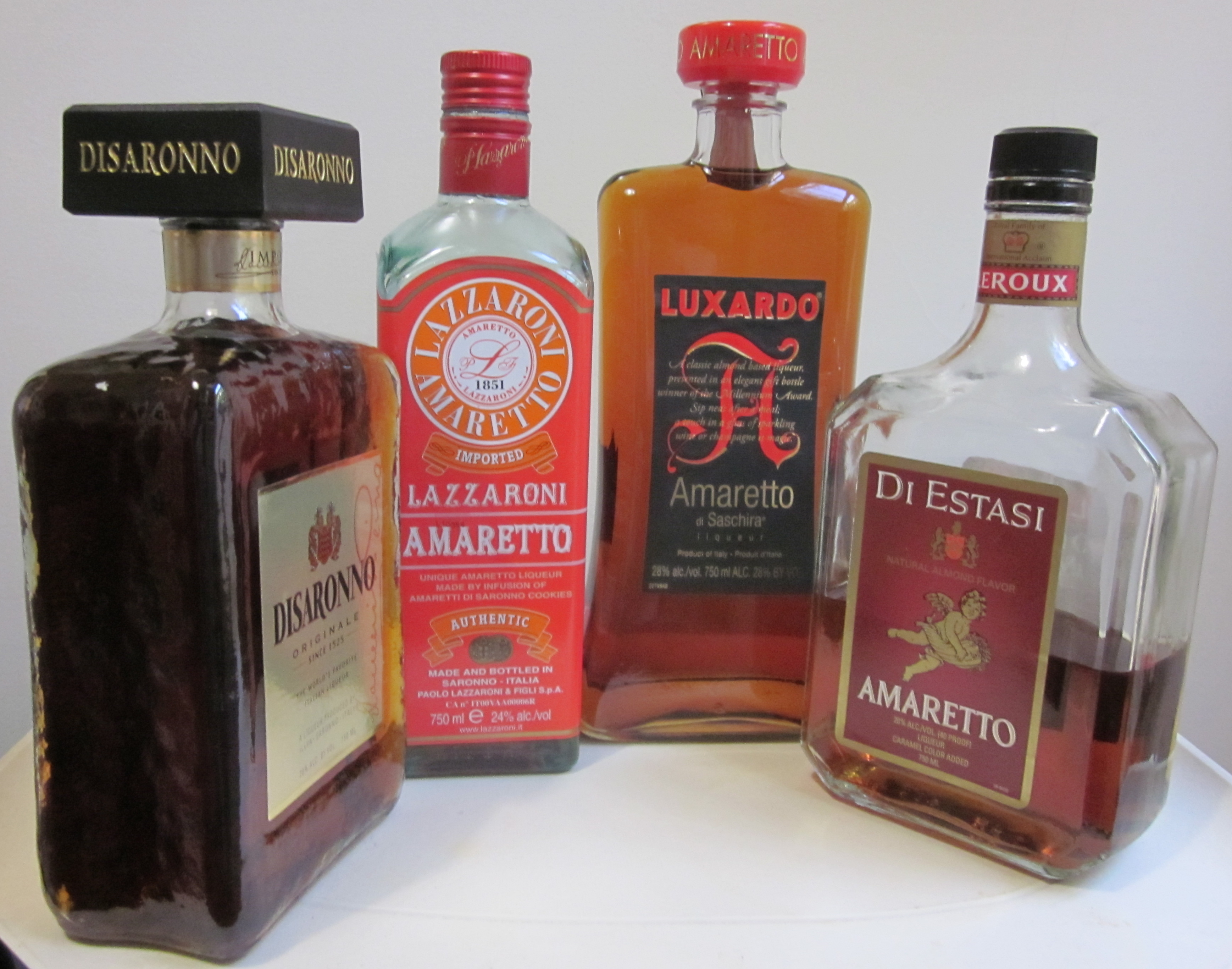
زجاجات مُلوَّز

المُلَوَّز أو أَمَرِتَّة أو أمَرِتو (وتعني "مر قليلاً") هو مشروب مُسكر إيطالي حلو نشأ في سَرُنَّة. قد يكون مصنوعًا من نواة المشمش أو اللوز المر أو نواة الدراق أو اللوز حسب العلامة التجارية وكلها مصادر طبيعية للبنزلدهيد التي تُضفي طعمًا يُشبه اللوز في المسكرات. يحتوي بشكل عام على 21 إلى 28 بالمائة من الكحول.
يمكن شر الملوز بمفرده أو استخدامه مكونًا لصنع العديد من المشروبات المخلوطة الشهيرة أو إضافته إلى القهوة . ويُستخدم في الطبخ.